# Tord Tamerlan Teodor Thorell
Tord Tamerlan Teodor Thorell est un arachnologiste suédois, né le 3 mai 1830 à Göteborg et mort le 22 décembre 1901 à Helsingborg.

## Biographie
Il donne d'abord des conférences à l'université d'Uppsala en 1856, puis en professeur-adjoint en 1859 avant d'obtenir la chaire de zoologie en 1864. Des ennuis de santé l'obligent à quitter la Suède et à s'installer dans le sud de l'Europe en 1877.
Il demeure assez longtemps chez le marquis de Giacomo Doria (1840-1913), fondateur du Museo civico di storia naturale de Gênes. Thorell étudie d’ailleurs les collections arachnologiques de ce Muséum.
Polyglotte, sa grande réputation en arachnologie lui vaut des échanges fructueux avec les principaux spécialistes de son temps comme le Britannique Octavius Pickard-Cambridge (1828-1917) ou le Français Eugène Simon (1848-1924).
Il fait paraître deux ouvrages importants : en 1869, On European Spiders et en 1870-1873, Synonym of European Spiders, ainsi que Studi sui Ragni Malesi e Papuani. I. Ragni di Selebes raccolti nel 1874 dal Dott. O. Beccari en 1874. Il est le découvreur de nombreuses nouvelles espèces d'araignées, comme celles du genre Agorius.